# Donny Montell
Pour les articles homonymes, voir Montell.
Donny Montell, de son vrai nom Donatas Montvydas, né le 22 octobre 1987 à Vilnius en Lituanie, est un chanteur lituanien.

## Biographie

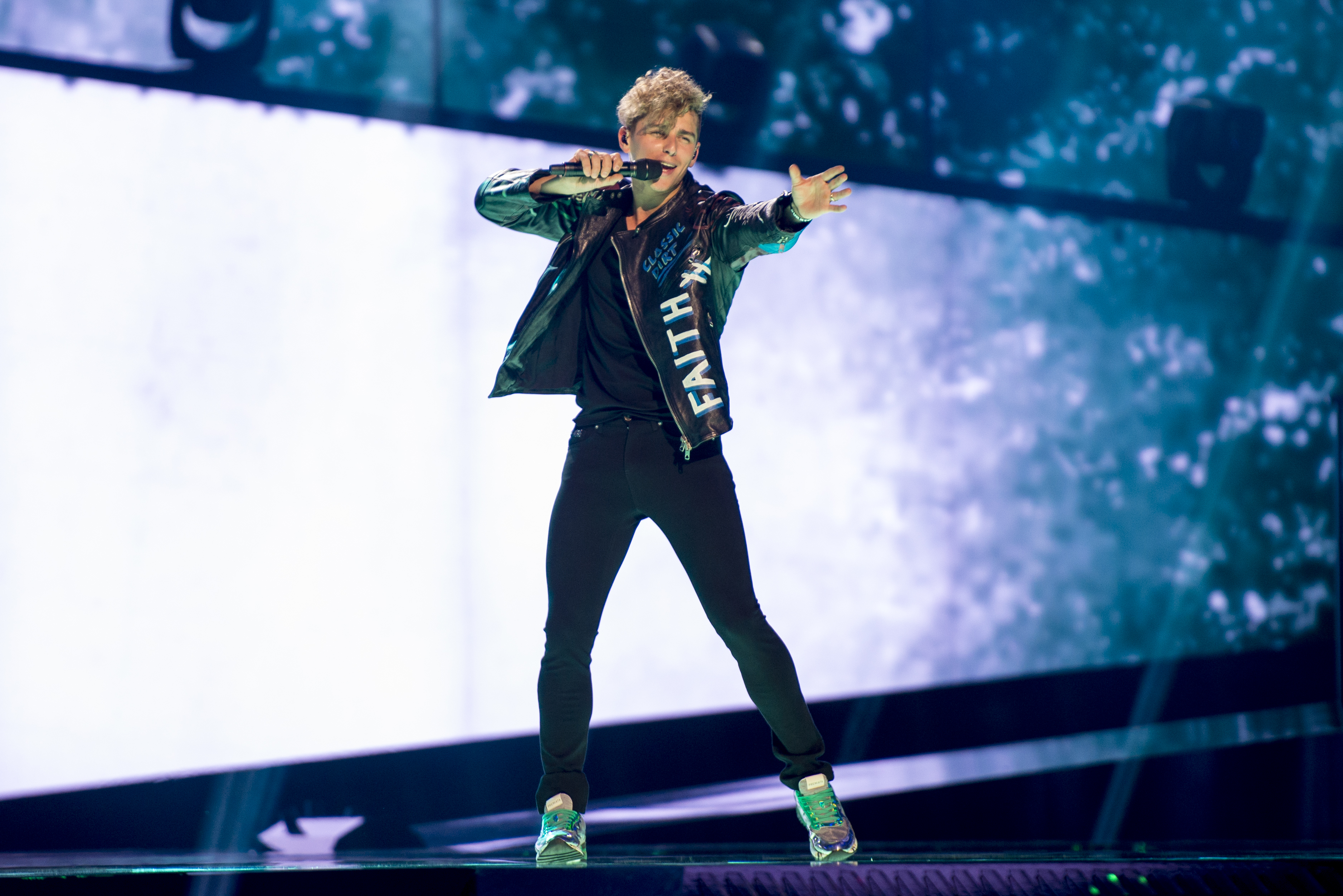
Donny Montell au Concours Eurovision de la Chanson 2016.

Le 3 mars 2012, il est choisi pour représenter la Lituanie au Concours Eurovision de la chanson 2012 à Bakou, en Azerbaïdjan avec la chanson Love Is Blind (L'amour est aveugle). Il y termine 14e avec 70 points.
Le 12 mars 2016, il remporte la finale nationale "Eurovizijos 2016" et est choisi pour représenter la Lituanie au concours Eurovision de la chanson 2016 à Stockholm, en Suède avec la chanson I've Been Waiting For This Night (J'ai attendu cette nuit-là). Il participe à la seconde demi-finale, le 12 mai 2016 et réussit à se qualifier pour la grande-finale du 14 mai. Il termine le concours à la 9e position, avec un total de 200 points.
Il est également coach de la version lituanienne de The Voice et a participé à Danse avec les stars dans son pays.